# Larinia
Larinia es un género de arañas araneomorfas de la familia Araneidae. Se encuentra en todos los continentes.

## Lista de especies
Según The World Spider Catalog 12.0:
- Larinia acuticauda Simon, 1906
- Larinia ambo Harrod, Levi & Leibensperger, 1991
- Larinia assimilis Tullgren, 1910
- Larinia astrigera Yin, Wang, Xie & Peng, 1990
- Larinia bharatae Bhandari & Gajbe, 2001
- Larinia bifida Tullgren, 1910
- Larinia bivittata Keyserling, 1885
- Larinia blandula (Grasshoff, 1971)
- Larinia bonneti Spassky, 1939
- Larinia borealis Banks, 1894
- Larinia bossae Marusik, 1987
- Larinia chloris (Audouin, 1826)
- Larinia cyclera Yin, Wang, Xie & Peng, 1990
- Larinia dasia (Roberts, 1983)
- Larinia delicata Rainbow, 1920
- Larinia dinanea Yin, Wang, Xie & Peng, 1990
- Larinia directa (Hentz, 1847)
- Larinia elegans Spassky, 1939
- Larinia emertoni Gajbe & Gajbe, 2004
- Larinia famulatoria (Keyserling, 1883)
- Larinia fangxiangensis Zhu, Lian & Chen, 2006
- Larinia ishango (Grasshoff, 1971)
- Larinia jamberoo Framenau & Scharff, 2008
- Larinia jaysankari Biswas, 1984
- Larinia jeskovi Marusik, 1987
- Larinia kampala (Grasshoff, 1971)
- Larinia kanpurae Patel & Nigam, 1994
- Larinia lampa Harrod, Levi & Leibensperger, 1991
- Larinia lineata (Lucas, 1846)
- Larinia macrohooda Yin, Wang, Xie & Peng, 1990
- Larinia mandlaensis Gajbe, 2005
- Larinia microhooda Yin, Wang, Xie & Peng, 1990
- Larinia minor (Bryant, 1945)
- Larinia montagui Hogg, 1914
- Larinia montecarlo (Levi, 1988)
- Larinia natalensis (Grasshoff, 1971)
- Larinia neblina Harrod, Levi & Leibensperger, 1991
- Larinia nolabelia Yin, Wang, Xie & Peng, 1990
- Larinia obtusa (Grasshoff, 1971)
- Larinia onoi Tanikawa, 1989
- Larinia parangmata Barrion & Litsinger, 1995
- Larinia phthisica (L. Koch, 1871)
- Larinia pubiventris Simon, 1889
- Larinia sekiguchii Tanikawa, 1989
- Larinia strandi Caporiacco, 1941
- Larinia tabida (L. Koch, 1872)
- Larinia tamatave (Grasshoff, 1971)
- Larinia teiraensis Biswas & Biswas, 2007
- Larinia t-notata (Tullgren, 1905)
- Larinia trifida Tullgren, 1910
- Larinia triprovina Yin, Wang, Xie & Peng, 1990
- Larinia tucuman Harrod, Levi & Leibensperger, 1991
- Larinia tyloridia Patel, 1975
- Larinia vara Kauri, 1950
- Larinia wenshanensis Yin & Yan, 1994